# Glenea scalaris
Glenea scalaris é uma espécie de escaravelho da família Cerambycidae. Foi descrita por James Thomson em 1865.

## Subespecie
- Glenea scalaris sandakensis Breuning, 1956
- Glenea scalaris scalaris Thomson, 1865